# 9e Amerikaans Congres
Het 9de Amerikaans Congres is de wetgevende vergadering van de Federale Amerikaanse Overheid die bestaat uit de Senaat en het Huis van Afgevaardigden. Deze vergadering kwam samen in Washington D.C. tussen 4 maart 1805 en 4 maart 1807. De zetelverdeling werd opgesteld op basis van de tweede volkstelling in de Verenigde Staten uit 1800. Zowel in de Senaat als het Huis was er een meerderheid van de Democratisch-republikeinse partij.

## Belangrijke gebeurtenissen
- 4 maart 1805: Thomas Jefferson begint aan zijn tweede termijn

- 1 juni 1805: Einde van de Eerste Barbarijse Oorlog
- 7 november 1805: de Expeditie van Lewis en Clark komt aan bij e Grote Oceaan
- 23 september 1806: De expeditie van Lewis en Clark komt terug aan in Saint Louis waardoor er een einde komt aan de verkenning van de verkenning van Louisiana en de Pacific Northwest.

## Wetgevende veranderingen
- 29 maart 1806: Eerste nationale snelweg
- 2 maart 1807 Act Prohibiting Importation of Slaves
- 3 maart1807: Insurrection Act

## Nieuwe staten
Michigan wordt op 30 juni 1805 gevormd. Deze staat was voordien een deel van het Indiana Territory.

## Leden van de senaat
Senatoren werden door de wetgevers in de staten elke twee jaar verkozen.

## Leden van deSenaat
- (F) = Federalisten

- (DR)= Democraten-Republikeinen

#### Connecticut
- James Hillhouse (F)

- Uriah Tracy (F)

#### Delaware
- Samuel White (F)

- James A. Bayard (F)

#### Georgia
- Abraham Baldwin (DR)

- James Jackson (DR), tot 19 maart 1806

John Milledge (DR), vanaf 19 juni 1806

#### Kentucky
- Buckner Thruston (DR)

- John Breckinridge (DR), tot 7 augustus 1805

John Adair (DR), van 8 november 1805 tot 18 november 1806
Henry Clay (DR), vanaf 19 november 1806

#### Maryland
- Samuel Smith (DR)

- Robert Wright (DR), tot 12 november 1806

Philip Reed (DR), vanaf 25 november 1806

#### Massachusetts
- John Quincy Adams (F)

- Timothy Pickering (F)

#### New Hampshire
- Nicholas Gilman (DR)

- William Plumer (F)

#### New Jersey
- John Condit (DR)

- Aaron Kitchell (DR)

#### New York
- Samuel Latham Mitchill (DR)

- John Smith (DR)

#### North Carolina
- James Turner (DR)

- David Stone (DR)

#### Ohio
- John Smith (DR)

- Thomas Worthington (DR)

#### Pennsylvania
- Samuel Maclay (DR)

- George Logan (DR)

#### Rhode Island
- Benjamin Howland (DR)

- James Fenner (DR)

#### South Carolina
- Thomas Sumter (DR)

- John Gaillard (DR)

#### Tennessee
- Joseph Anderson (DR)

- Daniel Smith (DR)

#### Vermont
- Israel Smith (DR)

- Stephen R. Bradley (DR)

#### Virginia
- Andrew Moore ‘’(DR)’’

- William Branch Giles ‘’(DR)’’

## Leden van deHuis van Afgevaardigden
- (F) = Federalisten
- (DR)= Democraten-Republikeinen

#### Connecticut
- Samuel W. Dana ‘’(F)’’
- John Davenport (F)
- Jonathan O. Moseley (F)
- Timothy Pitkin (F) , vanaf 16 september 1805
- John Cotton Smith (F) , tot augustus 1806

Theodore Dwight (F) , vanaf 1 december 1806
- Lewis B. Sturges (F) , vanaf 16 september 1805
- Benjamin Tallmadge (F)

#### Delaware
- James M. Broom (F)

#### Georgia
- Joseph Bryan (DR), until 1806

Dennis Smelt (DR), from September 1, 1806
- Peter Early (DR)
- David Meriwether (DR)
- Cowles Mead (DR), tot 24 december 1805

Thomas Spalding (DR), van 24 december 1805 tot 24 december 1806
William Wyatt Bibb (DR), vanaf 26 januari 1807

#### Kentucky
- Matthew Lyon (DR)
- John Boyle (DR)
- Matthew Walton (DR)
- Thomas Sandford (DR)
- John Fowler (DR)
- George M. Bedinge r (DR)

#### Maryland
- John Campbell (F)
- Leonard Covington (DR)
- Patrick Magruder (DR)
- Roger Nelson (DR)
- William McCreery (DR)
- Nicholas R. Moore (DR)
- John Archer (DR)
- Joseph Hopper Nicholson (DR), tot 1 maart 1806

Edward Lloyd (DR), vanaf 3 december 1806
- Charles Goldsborough (F)

#### Massachusetts
- Josiah Quincy III (F)
- Jacob Crowninshield (DR)
- Jeremiah Nelson (F)
- Joseph Bradley Varnum (DR)
- William Ely (F)
- Samuel Taggart (F)
- Joseph Barker (DR)
- Isaiah L. Green (DR)
- Phanuel Bishop (DR)
- Seth Hastings (F)
- William Stedman (F)
- Barnabas Bidwell (DR)
- Ebenezer Seaver (DR)
- Richard Cutts (DR)
- Peleg Wadsworth (F)
- Orchard Cook (DR)
- John Chandler (DR)

#### New Hampshire
- Silas Betton (F)
- Caleb Ellis (F)
- David Hough (F)
- Samuel Tenney (F)
- Thomas W. Thompson (F)

#### New Jersey
- Ezra Darby (DR)
- Ebenezer Elmer (DR)
- William Helms (DR)
- John Lambert (DR)
- James Sloan (DR)
- Henry Southard (DR)

#### New York
- Eliphalet Wickes (DR)
- Gurdon S. Mumford (DR)
- George Clinton Jr. (DR)
- Philip Van Cortlandt (DR)
- John Blake Jr. (politician)|John Blake Jr. (DR)
- Daniel C. Verplanck (DR)
- Martin G. Schuneman (DR)
- Henry W. Livingston (F)
- Killian K. Van Rensselaer (F)
- Josiah Masters (DR)
- Peter Sailly (DR)
- David Thomas (DR)
- Thomas Sammons (DR)
- John Russell (DR)
- Nathan Williams (DR)
- Uri Tracy (DR)
- Silas Halsey (DR)

#### North Carolina
- Thomas Wynns (DR)
- Willis Alston (DR)
- Thomas Blount (DR)
- William Blackledge (DR)
- Thomas Kenan (DR)
- Nathaniel Macon (DR)
- Duncan McFarlan (DR)
- Richard Stanford (DR)
- Marmaduke Williams (DR)
- Nathaniel Alexander (DR), tot november 1805

Evan Shelby Alexander (DR), vanaf 24 februari 1806
- James Holland (DR)
- Joseph Winston (DR)

#### Ohio
- Jeremiah Morrow (DR)

#### Pennsylvania
- Joseph Clay (DR)
- Michael Leib (DR), tot 14 februari 1806

John Porter (DR), vanaf 8 december 1806
- Jacob Richards (DR)
- Robert Brown (Pennsylvania)|Robert Brown (DR)
- Frederick Conrad (DR)
- John Pugh (congressman)|John Pugh (DR)
- Isaac Anderson (DR)
- Christian Lower (DR), tot 19 december 1806, zetel bleef nadien vacant
- John Whitehill (DR)
- David Bard (DR)
- John A. Hanna (DR), tot 23 juli 1805

Robert Whitehill (DR), vanaf 7 november 1805
- Andrew Gregg (DR)
- James Kelly (F)
- John Rea (DR)
- William Findley (DR)
- John Smilie (DR)
- John Hamilton (DR)
- Samuel Smith (DR),vanaf 7 november 1805

#### Rhode Island
- Nehemiah Knight (DR)
- Joseph Stanton Jr. (DR)

#### South Carolina
- Robert Marion (DR)
- William Butler Sr. (DR)
- David R. Williams (DR)
- O'Brien Smith (DR)
- Richard Winn (DR)
- Levi Casey (DR), tot 3 februari 1807, zetel bleef nadien vacant
- Thomas Moore (DR)
- Elias Earle (DR)

#### Tennessee
- John Rhea (DR)
- George W. Campbell (DR)
- William Dickson (DR)

#### Vermont
- Gideon Olin (DR)
- James Elliott (F)
- James Fisk (DR)
- Martin Chittenden (F)

#### Virginia
- John G. Jackson (DR)
- John Morrow (DR)
- John Smith (DR)
- David Holmes (DR)
- Alexander Wilson (DR)
- Abram Trigg (DR)
- Joseph Lewis Jr. (F)
- Walter Jones (DR)
- Philip R. Thompson (DR)
- John Dawson (US Politician)|John Dawson (DR)
- James M. Garnett (DR)
- Burwell Bassett (DR)
- Christopher Clark (DR), tot 1 juli 1806

William A. Burwell (DR), from December 1, 1806
- Matthew Clay (DR)
- John Randolph (DR)
- John Wayles Eppes (DR)
- John Claiborne (DR)
- Peterson Goodwyn (DR)
- Edwin Gray (DR)
- Thomas Newton Jr. (DR)
- Thomas Mann Randolph Jr. '(DR)
- John Clopton (DR)

#### Leden zonder stemrecht
- Indiana Territory. Benjamin Parke, vanaf 12 december 1805
- Mississippi Territory. William Lattimore
- Orleans Territory. Daniel Clark vanaf 1 december 1806